# Chiesa di San Saba (Citno)
San Saba o Sabbas (in Greco: Άγιος Σάββας) è una chiesa cristiano-ortodossa, monumento storico, nella cittadina di Citno nelle Cicladi, Grecia.

## Posizione e descrizione
La chiesa di San Sabbas si trova all'interno dell'insediamento di Chora di Citno. La costruzione risale al 1613. Fu eretta a cura e spese di Antonios Gozadinos e porta l’iscrizione sulla facciata esterna con lo stemma del Casato francese dei Gozadin (Gozzadini), il cui proprietario era un discendente. L’impianto architettonico è ad arco a navata unica, al suo interno si conserva un'iconostasi lignea molto ben conservata che risale al 1640 circa e sembra essere stata realizzata appositamente per questa Chiesa.
La chiesa di San Sabbas è classificata dal 1987 come monumento storico del periodo bizantino/postbizantino in Grecia. Il santo viene festeggiato il 5 dicembre di ogni anno.